# Carl Sagan
Carl Edward Sagan, ameriški astronom in eksobiolog, * 9. november 1934, Brooklyn, New York, New York, ZDA, † 20. december 1996,  Seattle, Washington, ZDA.

## Življenje in delo
Sagan je diplomiral na Univerzi v Chicagu. Tam je doktoriral iz astrofizike leta 1960. Poučeval je na Univerzi Harvard, od leta 1962 do leta 1968 je delal na Smithsonovem astrofizikalnem observatoriju (SAO), leta 1968 pa se je preselil na Univerzo Cornell v Ithaci, New York, kjer je postal profesor astronomije in predstojnik Laboratorija za raziskave planetov.
Ukvarjal se je s površji in atmosferami planetov. To je področje, ki je zraslo ob razvoju raket iz mrtvila po Kuiperjevih raziskavah. Izdelal je model tople grede za atmosfero Venere in s tem pojasnil visoko temperaturo na površju planeta.
Našel je dokaze za višinske razlike na površini Marsa in dokaze za organske molekule v atmosferi Jupitra.
Ukvarjal se je z možnostjo življenja na drugih planetih in nastankom življenja na Zemlji. Z genetikoma in nobelovcema Mullerjem in Lederbergom je študiral nastanek življenja. Lederberg in Sagan sta veliko prispevala k razvoju eksobiologije, ki se ukvarja z iskanjem zunajzemeljskega življenja, kot znanstvene vede. V skupini v kateri je sodeloval, so poskušali ustvariti spojine v sistemu, ki posnema razmere, kakršne naj bi bile na Zemlji ob njenem rojstvu. Od aminskih kislin so poskušali priti do gradbenih elementov nukleinskih kislin. Leta 1963 je zaznal tvorbo adenozin trifosfata (ATP), glavno shrambo energije v živem tkivu. Tako si lahko popolnoma smiselno predstavljamo nastanek kemijskih energetskih shramb v praoceanih. Te shrambe so se polnile s Sončevo energijo in so bile pripraven vir energije za nastanek zapletenih nukleinskih kislin in beljakovin, skratka, za nastanek življenja.
Leta 1969 je postal urednik astronomskega časopisa Icarus. Napisal je več poljudnih znanstvenih knjig, Zmaji raja (The Dragons of Eden) (1977), Brocajevi možgani (Broca's Brain) (1979), Kozmos (Cosmos) (1980), ki je temeljila na televizijski znanstveni seriji z istim naslovom, Komet (Comet) (1985). Navduševal se je za znanstveno fantastiko in napisal tudi ZF roman Stik (Contact) (1985) po katerem so leta 1997 posneli istoimenski film z Jodie Foster v glavni vlogi.